# 榊原紫峰
榊原 紫峰（さかきばら しほう、1887年8月8日 - 1971年1月7日）は、京都市出身の日本画家。本名は安造。

## 略歴
- 1904年（明治37年） - 京都市立美術工芸学校日本画科卒業。
- 1911年（明治44年） - 京都市立絵画専門学校卒業。
- 1918年（大正7年） - 入江波光・小野竹喬・土田麦僊・野長瀬晩花・村上華岳と共に国画創作協会（現・国画会）を結成。
- 1937年（昭和12年） - 京都市立絵画専門学校教授に就任。
- 1962年（昭和37年） - 日本芸術院恩賜賞を受賞。

## 評伝
- 富士正晴『榊原紫峰』朝日新聞社、1985年